# Grande Prêmio da Grã-Bretanha de 2009
Resultados do Grande Prêmio da Grã-Bretanha de Fórmula 1 realizado em Silverstone em 21 de junho de 2009. Oitava etapa do campeonato, foi vencido pelo alemão Sebastian Vettel, que subiu ao pódio junto a Mark Webber numa dobradinha da Red Bull-Renault, com Rubens Barrichello em terceiro pela Brawn-Mercedes.

## Resumo
A equipe de Ross Brawn liderava o Campeonato de Construtores por 30,5 pontos de vantagem para a equipe Red Bull e 70,5 pontos a frente da construtora Toyota.
Devido às disputas políticas entre a Associação das Equipes da Fórmula 1 e a FIA e Administração da Fórmula 1, surgiram boatos de que as equipes, contrárias as mudanças no regulamento da temporada de 2010, não competiriam em 2010.
Foi a última vez que a corrida foi disputada no traçado antigo. A partir de 2010, as corridas em Silverstone passaram a ser disputadas no novo traçado.
Primeira volta mais rápida tanto de Sebastian Vettel quanto da Red Bull.
Embora não tenha subido ao pódio pela primeira vez na temporada, Jenson Button liderava o mundial com uma vantagem de 26 pontos sobre o seu companheiro de equipe Rubens Barrichello. Barrichello estava 8 pontos à frente de Sebastian Vettel, que possuía uma vantagem de 1,5 pontos do seu companheiro de equipe Mark Webber.

## Classificação da prova
Carros com KERS estão marcados com "‡"

### Treinos classificatórios
| Pos.   | Nº | Piloto               | Equipe               | Q1       | Q2       | Q3       | Grid |
| ------ | -- | -------------------- | -------------------- | -------- | -------- | -------- | ---- |
| 1      | 15 | Sebastian Vettel     | Red Bull-Renault     | 1:18.685 | 1:18.119 | 1:19.509 | 1    |
| 2      | 23 | Rubens Barrichello   | Brawn-Mercedes       | 1:19.325 | 1:18.335 | 1:19.856 | 2    |
| 3      | 14 | Mark Webber          | Red Bull-Renault     | 1:18.674 | 1:18.209 | 1:19.868 | 3    |
| 4      | 9  | Jarno Trulli         | Toyota               | 1:18.886 | 1:18.240 | 1:20.091 | 4    |
| 5      | 17 | Kazuki Nakajima      | Williams-Toyota      | 1:18.530 | 1:18.575 | 1:20.216 | 5    |
| 6      | 22 | Jenson Button        | Brawn-Mercedes       | 1:18.957 | 1:18.663 | 1:20.289 | 6    |
| 7      | 16 | Nico Rosberg         | Williams-Toyota      | 1:19.228 | 1:18.591 | 1:20.361 | 7    |
| 8      | 10 | Timo Glock           | Toyota               | 1:19.198 | 1:18.791 | 1:20.490 | 8    |
| 9      | 4‡ | Kimi Räikkönen       | Ferrari‡             | 1:19.010 | 1:18.566 | 1:20.715 | 9    |
| 10     | 7  | Fernando Alonso      | Renault              | 1:19.167 | 1:18.761 | 1:20.741 | 10   |
| 11     | 3‡ | Felipe Massa         | Ferrari‡             | 1:19.148 | 1:18.927 |          | 11   |
| 12     | 5  | Robert Kubica        | BMW Sauber           | 1:19.730 | 1:19.308 |          | 12   |
| 13     | 2  | Heikki Kovalainen    | McLaren-Mercedes     | 1:19.732 | 1:19.353 |          | 13   |
| 14     | 8  | Nelson Piquet Jr.    | Renault              | 1:19.555 | 1:19.392 |          | 14   |
| 15     | 6  | Nick Heidfeld        | BMW Sauber           | 1:19.559 | 1:19.448 |          | 15   |
| 16     | 21 | Giancarlo Fisichella | Force India-Mercedes | 1:19.802 |          |          | 16   |
| 17     | 11 | Sébastien Bourdais   | Toro Rosso-Ferrari   | 1:19.898 |          |          | 17   |
| 18     | 20 | Adrian Sutil         | Force India-Mercedes | 1:19.909 |          |          | PL   |
| 19     | 1  | Lewis Hamilton       | McLaren-Mercedes     | 1:19.917 |          |          | 18   |
| 20     | 12 | Sébastien Buemi      | Toro Rosso-Ferrari   | 1:20.236 |          |          | 19   |
| Fonte: |    |                      |                      |          |          |          |      |

### Corrida

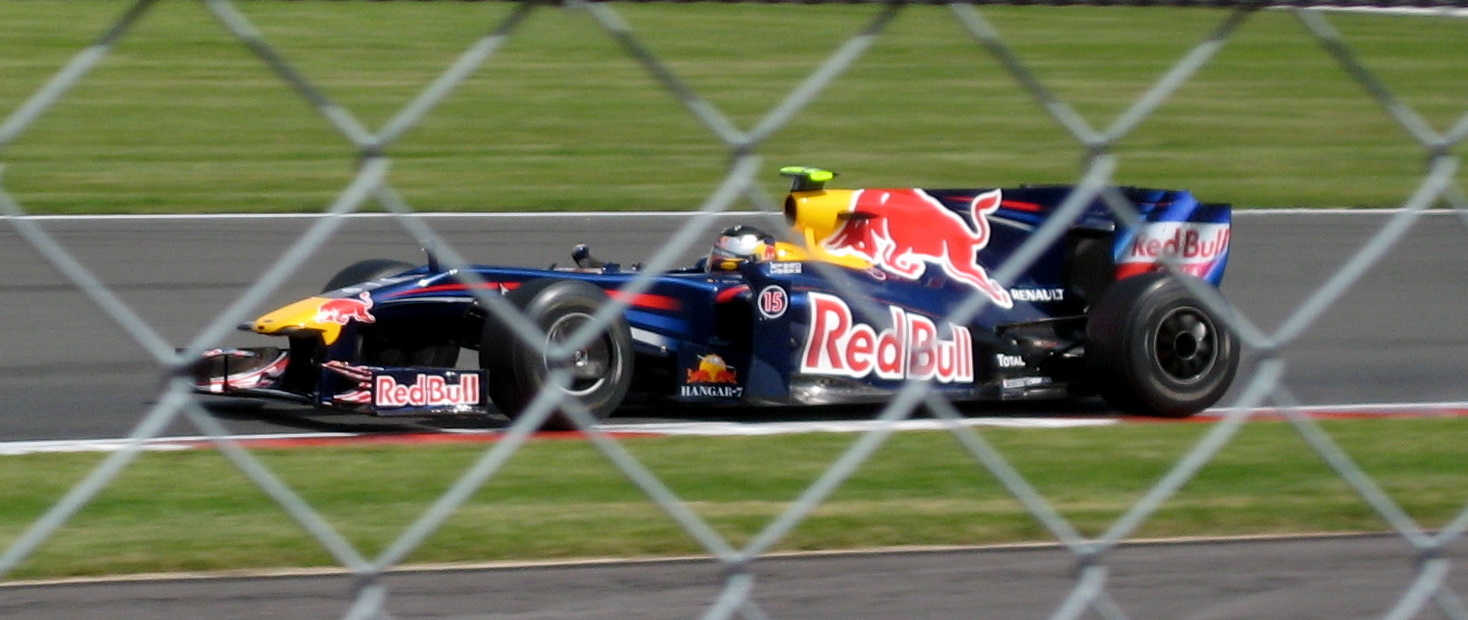
Sebastian Vettel venceu a corrida.

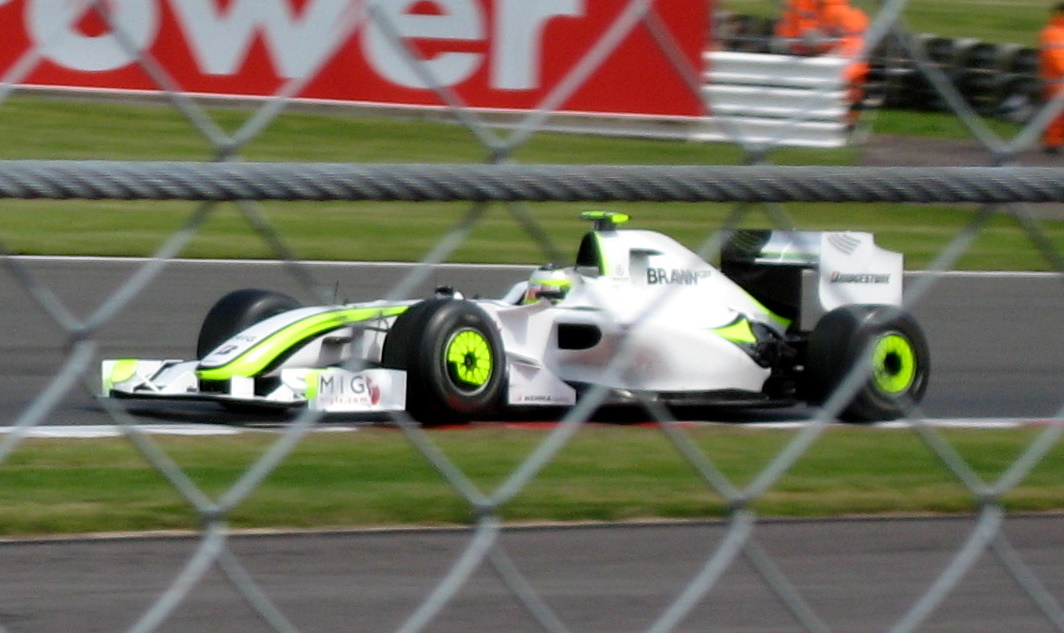
Rubens Barrichello terminou em terceiro; a primeira vez em 2009 que superou o seu companheiro de equipe, Jenson Button.

| Pos.   | Nº | Piloto               | Construtor           | Voltas | Tempo/Diferença  | Grid | Pontos |
| ------ | -- | -------------------- | -------------------- | ------ | ---------------- | ---- | ------ |
| 1      | 15 | Sebastian Vettel     | Red Bull-Renault     | 60     | 1:22:49.328      | 1    | 10     |
| 2      | 14 | Mark Webber          | Red Bull-Renault     | 60     | + 15.188         | 3    | 8      |
| 3      | 23 | Rubens Barrichello   | Brawn-Mercedes       | 60     | + 41.175         | 2    | 6      |
| 4      | 3‡ | Felipe Massa         | Ferrari              | 60     | + 45.043         | 11   | 5      |
| 5      | 16 | Nico Rosberg         | Williams-Toyota      | 60     | + 45.915         | 7    | 4      |
| 6      | 22 | Jenson Button        | Brawn-Mercedes       | 60     | + 46.285         | 6    | 3      |
| 7      | 9  | Jarno Trulli         | Toyota               | 60     | + 1:08.307       | 4    | 2      |
| 8      | 4‡ | Kimi Räikkönen       | Ferrari              | 60     | + 1:09.622       | 9    | 1      |
| 9      | 10 | Timo Glock           | Toyota               | 60     | + 1:09.823       | 8    |        |
| 10     | 21 | Giancarlo Fisichella | Force India-Mercedes | 60     | + 1:11.522       | 16   |        |
| 11     | 17 | Kazuki Nakajima      | Williams-Toyota      | 60     | + 1:14.023       | 5    |        |
| 12     | 8  | Nelson Piquet Jr.    | Renault              | 59     | + 1 volta        | 14   |        |
| 13     | 5  | Robert Kubica        | BMW Sauber           | 59     | + 1 volta        | 12   |        |
| 14     | 7  | Fernando Alonso      | Renault              | 59     | + 1 volta        | 10   |        |
| 15     | 6  | Nick Heidfeld        | BMW Sauber           | 59     | + 1 volta        | 15   |        |
| 16     | 1  | Lewis Hamilton       | McLaren-Mercedes     | 59     | + 1 volta        | 18   |        |
| 17     | 20 | Adrian Sutil         | Force India-Mercedes | 59     | + 1 volta        | PL   |        |
| 18     | 12 | Sébastien Buemi      | Toro Rosso-Ferrari   | 59     | + 1 volta        | 19   |        |
| Ret    | 11 | Sébastien Bourdais   | Toro Rosso-Ferrari   | 37     | Danos de colisão | 17   |        |
| Ret    | 2  | Heikki Kovalainen    | McLaren-Mercedes     | 36     | Danos de colisão | 13   |        |
| Fonte: |    |                      |                      |        |                  |      |        |

## Tabela do campeonato após a corrida
| Pos.   | Piloto             | Pontos |
| ------ | ------------------ | ------ |
| 1      | Jenson Button      | 64     |
| 2      | Rubens Barrichello | 41     |
| 3      | Sebastian Vettel   | 39     |
| 4      | Mark Webber        | 35,5   |
| 5      | Jarno Trulli       | 21,5   |
| Fonte: |                    |        |

| Pos.   | Construtor       | Pontos |
| ------ | ---------------- | ------ |
| 1      | Brawn-Mercedes   | 105    |
| 2      | Red Bull-Renault | 74,5   |
| 3      | Toyota           | 34,5   |
| 4      | Ferrari          | 26     |
| 5      | Williams-Toyota  | 15,5   |
| Fonte: |                  |        |

- Nota: Somente as primeiras cinco posições estão listadas.